# Supermodel
Supermodel —en español: Supermodelo— es el segundo álbum de estudio de la banda estadounidense de indie pop Foster the People. Salió a la venta el 18 de marzo de 2014, bajo los sellos discográficos Columbia Records y Sony Music. El disco fue grabado en Marruecos, y después en Malibú (California) dentro de los Woodshed Studios, para continuar en los Henson Studios de Bronson Island en Los Ángeles y finalmente en los Epwort's Wolf Tone Studios de Londres. El primer sencillo de Supermodel es «Coming of Age», que es el tercer tema del disco, y que fue lanzado oficialmente el 13 de enero de 2014.

## Portada
La obra de arte para el álbum fue diseñada por Young & Sick, el mismo artista que hizo las ilustraciones para el álbum debut de la banda, Torches, de 2011. La cubierta de Supermodel ofrece un diseño surrealista de la representación de una modelo rodeada de una multitud de personas y paparazzis hasta la celebración de las cámaras y tomando fotografías mientras posa en un soporte. También representa el modelo de recitar poesía escrita, ya que en las corrientes hacia abajo, agrandando a medida que alcanza hacia la parte inferior de la obra, se lee: «Me lo comí todo, de plástico, los diamantes y el arsénico recubiertos de azúcar mientras bailábamos en la miel y la sal del mar salpicado laxante. Coral floreció retratos a la luz de Rembrandt; pómulos altos y de moda. Snap! va el momento, una fotografía es viajar en el tiempo, como la luz de las estrellas muertas nos pintan con su cálida, titánico sangre. Caleidoscopios Parasitarias y luciérnagas psicotrópicas detienen me seco en seco».

## Preparación
Mark Foster, integrante de Foster the People habló sobre el disco Supermodel y dijo que estaba enojado cuando lo escribió. Estas fueron sus palabras: «Cuando ahora escucho canciones anteriores pienso: "wow estaba muy enojado cuando escribí eso"». Mark explicó que la letra de las canciones del disco fueron escritas después de que tenía la música terminada. «Es como una cápsula del tiempo con pensamientos e ideas de las cosas que estaba pasando en ese momento» dijo. También dijo que el disco mantenía la identidad del grupo como el primer álbum. «Hay canciones que sirven como puente para que los fanes del primer álbum pasen al nuevo, pero también hay canciones que muestran un lado que no existía». El álbum se grabó con el productor Paul Epworth en Marruecos y Los Ángeles. El disco trata temas de consumismo y el capitalismo.

## Promoción
Después de publicar el tráiler en la cuenta oficial de la banda en YouTube Vevo en el día de año nuevo, Supermodel fue presentado oficialmente el 13 de enero de 2014. La obra de arte para el álbum, diseñada por Young & Sick, fue pintado sobre la fachada de un edificio ubicado en 539 S Los Angeles Street en Los Ángeles, California con la ayuda del artista estadounidense Daniel Lahoda, los artistas callejeros americanos Leba y los grupos de arte de grafiti estadounidenses LA Freewalls y Vyal. El mural, pintado en toda la fachada del edificio de 100 pies, fue ejecutado durante la noche del 29 de diciembre de 2013 hasta la mañana del 9 de enero de 2014, y tomó más de 12 días con 16 horas en ser pintado.

## Sencillos
«Coming of Age» es el primer sencillo del álbum, es la canción número tres de la lista, se grabó en el 2013 y estrenó el 13 de enero de 2014. Fue escrita y compuesta por Mark Foster, Isom Innis, Jacob Fink, Sean Cimino & Paul Epworth. El vídeo oficial del sencillo fue estrenado el 6 de febrero de 2014 por su cuenta oficial de Twitter a su vez en su cuenta oficial de YouTube Vevo. «Pseudología Fantástica» es el segundo sencillo del álbum, fue estrenado el 25 de febrero de 2014. En la lista del álbum se sitúa de número cinco, esta dura 5:31 minutos y fue escrita Mark Foster & Paul Epworth. «Best Friend» es el tercer sencillo, el cual se estrenó el 10 de marzo.

## Lista de canciones
| N.º   | Título                                      | Productor(es)                                                   | Duración |  |
| 1.    | «Are You What You Want to Be»               | Greg Kurstin, Mark Foster                                       | 4:30     |  |
| 2.    | «Ask Yourself»                              | Mark Foster & Greg Kurstin                                      | 4:23     |  |
| 3.    | «Coming of Age»                             | Mark Foster, Isom Innis, Jacob Fink, Sean Cimino & Paul Epworth | 4:40     |  |
| 4.    | «Nevermind»                                 | Mark Foster & Paul Epworth                                      | 5:17     |  |
| 5.    | «Pseudologia Fantastica»                    | Mark Foster & Paul Epworth                                      | 5:31     |  |
| 6.    | «The Angelic Welcome of Mr. Jones»          | Foster                                                          | 0:33     |  |
| 7.    | «Best Friend»                               | Mark Foster & Isom Innis                                        | 4:28     |  |
| 8.    | «A Beginner's Guide to Destroying the Moon» | Mark Foster, Paul Epworth & Mike Volpe                          | 4:39     |  |
| 9.    | «Goats in Trees»                            | Mark Foster & Paul Epworth                                      | 5:09     |  |
| 10.   | «The Truth»                                 | Mark Foster, Isom Innis, Matthew Wilcox & Luca Venter           | 4:29     |  |
| 11.   | «Fire Escape»                               | Mark Foster                                                     | 4:22     |  |
| 47:57 |                                             |                                                                 |          |  |

### Edición de Lujo
| N.º | Título                 | Duración |  |
| 12. | «Tabloid Super Junkie» | 6:00     |  |

### Versión japonesa
```

```

| N.º | Título                         | Duración |  |
| 13. | «Cassius Clay's Pearly Whites» | 2:37     |  |

## Posicionamiento
| Listas (2014)                           | Posiciones |
| --------------------------------------- | ---------- |
| Australia (ARIA)                        | 8          |
| Bélgica (Ultratop flamenca)             | 93         |
| Bélgica (Ultratop valona)               | 104        |
| Canadá (Billboard Canadian Albums)      | 4          |
| Finlandia (Suomen Virallinen Lista)     | 50         |
| Francia (SNEP)                          | 51         |
| Países Bajos (Album Top 100)            | 57         |
| Nueva Zelanda (Recorded Music NZ)       | 17         |
| Polonia (ZPAV)                          | 16         |
| España (PROMUSICAE)                     | 70         |
| Suiza (Schweizer Hitparade)             | 17         |
| Estados Unidos (Billboard 200)          | 3          |
| Estados Unidos (Top Alternative Albums) | 1          |
| Estados Unidos (Top Rock Albums)        | 1          |